# Stedum vasútállomás
Stedum vasútállomás vasútállomás Hollandiában, Loppersum városában.

## Vasútvonalak
Az állomást az alábbi vasútvonalak érintik:
- Groningen–Delfzijl-vasútvonal

## Kapcsolódó állomások
A vasútállomáshoz az alábbi állomások vannak a legközelebb:
- Bedum vasútállomás
- Loppersum vasútállomás